# Herman Isidor Oppenheim
Herman Isidor Oppenheim (Groningen, 17 juli 1865 - aldaar, 26 mei 1939) was een Nederlands drukker en uitgever. Hij was in 1886 de oprichter van het Dagelijksch Nieuws- en Advertentieblad, ochtendblad voor de Noordelijke Provinciën, dat van 1911 tot 1948 werd uitgegeven onder de naam Groninger Dagblad.

## Biografie
Herman Isidor Oppenheim werd op 17 juli 1865 in Groningen geboren als zoon van drukker Izak Oppenheim, een van de Pekelder Joden uit Oude Pekela. Op 13 juli 1896 trouwde hij met Henriette Mathilde Daniels uit Osnabrück, maar zij overleed een jaar later op 30-jarige leeftijd. Op 2 oktober 1906 hertrouwde hij met Wilhelmina Alexandrina Wouters van Terschelling, met wie hij twee kinderen kreeg. Oppenheim was een neef van de Groninger rechtsgeleerde Jacques Oppenheim en kleinzoon van koopman Samuel Juda Oppenheim.
Na de HBS in Groningen te hebben afgerond vertrok Oppenheim naar Keulen, waar hij een vakopleiding volgde in de drukkerij DuMont Schauberg. In 1883 keerde hij terug naar Groningen om in zijn vaders handelsdrukkerij aan de Lutjenieuwstraat te gaan werken. De drukkerij, de firma I. Oppenheim, verhuisde naar de Turftorenstraat, alwaar de jonge Oppenheim vanaf 1 augustus 1886 het Dagelijksch Nieuws- en Advertentieblad, ochtendblad voor de Noordelijke Provinciën ging uitgeven. Na het overlijden van zijn vader zette Oppenheim het bedrijf voort. In 1911 werd de naam Dagelijksch Nieuws- en Advertentieblad ter ere van het 25-jarig bestaan gewijzigd in het Groninger Dagblad. De krant zou uiteindelijk de 62 jaargangen bereiken en werd tot januari 1948 uitgegeven.
Vanaf 1890 was Oppenheim secretaris van de Groninger roeivereniging De Hunze. Tussen 1913 en 1933 had hij verschillende bestuurlijke functies binnen de Federatie van Werkgeversorganisaties in het Boekdrukkersbedrijf. Zo was hij voorzitter van de Onderhandelingscommissie (1913 en 1924), de eerste voorzitter van de Centrale Loontariefcommissie (1914-1918) en lid van het Algemeen Hoofdbestuur (1924-1933). Ook was Oppenheim vanaf de oprichting tot 1933 voorzitter van het door hem opgerichte district Groningen van de federatie. Eind 1932 werd hij technisch adviseur van de Amsterdamse grafische machinefabriek Mahez, waarna hij ook terugtrad uit het drukkerijwezen.  
Op verzoek van het ministerie was Oppenheim vanwege zijn kennis en netwerk betrokken bij de reorganisaties van de Landsdrukkerij en de firma Enschedé Zonen. Als dank daarvoor werd hij op 31 augustus 1929 benoemd tot Ridder in de Orde van Oranje Nassau. Ook ontving hij in 1935 de Gouden Linotype-onderscheiding van de Mergenthaler Linotype Company, ter gelegenheid van zijn zeventigste verjaardag.  
Oppenheim overleed na een kort ziekbed op 26 mei 1939 in Groningen op 73-jarige leeftijd. Hij werd vanuit het Rooms Katholiek Ziekenh

uis begraven op de Noorderbegraafplaats.